# Фелікс Оже-Аліассім
Фелікс Оже-Аліассім — канадський тенісист, чемпіон США серед юнаків в одиночному та парному розрядах.
Оже-Аліассім — наймолодший гравець в історії, що входить до чільної двадцятки рейтингу ATP.

## Фінали юніорських турнірів Великого шолома

### Одиночний розряд: 2 (1 титул)
| Результат | Рік  | Турнір      | Поверхня | Супротивник       | Рахунок       |
| --------- | ---- | ----------- | -------- | ----------------- | ------------- |
| Поразка   | 2016 | French Open | Ґрунт    | Джеффрі Бланкано  | 6–1, 3–6, 6–8 |
| Перемога  | 2016 | US Open     | Хард     | Міомір Кецманович | 6–3, 6–0      |

### Пари: 3 (1 титул)
| Результат | Рік  | Турнір    | Поверхня | Партнер         | Супротивники                              | Рахунок       |
| --------- | ---- | --------- | -------- | --------------- | ----------------------------------------- | ------------- |
| Перемога  | 2015 | US Open   | Хард     | Денис Шаповалов | Брендон Голт Райлі Сміт                   | 7–5, 7–6(7–3) |
| Поразка   | 2016 | Wimbledon | Трава    | Денис Шаповалов | Кеннет Райсма Стефанос Ціціпас            | 6–4, 4–6, 2–6 |
| Поразка   | 2016 | US Open   | Хард     | Бенжамен Сегуен | Хуан Карлос Агілар Феліпе Мелігені Альвеш | 3–6, 6–7(4–7) |

## Важливі фінали

### Турніри Masters 1000

#### Одиночний розряд: 1 (1 поразка)
| Результат | Рік  | Турнір         | Покриття | Опонент        | Рахунок       |
| --------- | ---- | -------------- | -------- | -------------- | ------------- |
| Поразка   | 2024 | Мастерс Мадрид | Ґрунт    | Андрій Рубльов | 6–4, 5–7, 5–7 |

#### Парний розряд: 1 (1 титул)
| Результат | Рік  | Турнір        | Покриття   | Партнер       | Опоненти                | Рахунок                    |
| --------- | ---- | ------------- | ---------- | ------------- | ----------------------- | -------------------------- |
| Перемога  | 2020 | Мастерс Париж | Тверде (i) | Губерт Гуркач | Мате Павич Бруно Соарес | 6–7(3–7), 7–6(9–7), [10–2] |

### Олімпійські Ігри

#### Одиночний розряд: 1 (4 місце)
| Результат | Рік  | Турнір                                         | Покриття | Опонент         | Рахунок       |
| --------- | ---- | ---------------------------------------------- | -------- | --------------- | ------------- |
| 4-e місце | 2024 | Теніс на літніх Олімпійських іграх 2024, Париж | Ґрунт    | Лоренцо Музетті | 4–6, 6–1, 3–6 |

#### Мікст: 1 (бронза)
| Результат | Рік  | Турнір                                         | Покриття | Партнер            | Опоненти                | Рахунок       |
| --------- | ---- | ---------------------------------------------- | -------- | ------------------ | ----------------------- | ------------- |
| Бронза    | 2024 | Теніс на літніх Олімпійських іграх 2024, Paris | Ґрунт    | Габріела Дабровскі | Демі Схюрс Веслі Колгоф | 6–3, 7–6(7–2) |

## Фінали турнірів ATP

### Одиночний розряд: 18 (7 титулів, 11 поразок)
| Легенда                      |
| ---------------------------- |
| Турніри Великого шлему (0–0) |
| Фінал ATP (0–0)              |
| Тур ATP Мастерс 1000 (0–1)   |
| Тур ATP 500 (3–3)            |
| Тур ATP 250 (4–7)            |

| Фінали за покриттям |
| ------------------- |
| Тверде (7–6)        |
| Ґрунт (0–3)         |
| Трава (0–2)         |

| Фінали за умовами |
| ----------------- |
| Під небом (1–7)   |
| У залі (6–4)      |

| Результат | В-П  | Дата     | Турнір                            | Tier         | Покриття   | Опонент              | Рахунок                 |
| --------- | ---- | -------- | --------------------------------- | ------------ | ---------- | -------------------- | ----------------------- |
| Поразка   | 0–1  | Лют 2019 | Rio Open, Бразилія                | ATP 500      | Ґрунт      | Ласло Дьоре          | 3–6, 5–7                |
| Поразка   | 0–2  | Тра 2019 | ATP Lyon Open, Франція            | ATP 250      | Ґрунт      | Бенуа Пер            | 4–6, 3–6                |
| Поразка   | 0–3  | Чер 2019 | Stuttgart Open, Німеччина         | ATP 250      | Трава      | Маттео Берреттіні    | 4–6, 6–7(11–13)         |
| Поразка   | 0–4  | Лют 2020 | Rotterdam Open, Нідерланди        | ATP 500      | Тверде (i) | Гаель Монфіс         | 2–6, 4–6                |
| Поразка   | 0–5  | Лют 2020 | Open 13, Франція                  | ATP 250      | Тверде (i) | Стефанос Ціціпас     | 3–6, 4–6                |
| Поразка   | 0–6  | Жов 2020 | Bett1Hulks Indoors, Німеччина     | ATP 250      | Тверде (i) | Александр Зверєв     | 3–6, 3–6                |
| Поразка   | 0–7  | Лют 2021 | Murray River Open, Австралія      | ATP 250      | Тверде     | Ден Еванс            | 2–6, 3–6                |
| Поразка   | 0–8  | Чер 2021 | Stuttgart Open, Німеччина         | ATP 250      | Трава      | Марин Чилич          | 6–7(2–7), 3–6           |
| Перемога  | 1–8  | Лют 2022 | Rotterdam Open, Нідерланди        | ATP 500      | Тверде (i) | Стефанос Ціціпас     | 6–4, 6–2                |
| Поразка   | 1–9  | Лют 2022 | Open 13, Франція                  | ATP 250      | Тверде (i) | Андрій Рубльов       | 5–7, 6–7(4–7)           |
| Перемога  | 2–9  | Жов 2022 | Firenze Open, Італія              | ATP 250      | Тверде (i) | Джеффрі Джон Вольф   | 6–4, 6–4                |
| Перемога  | 3–9  | Жов 2022 | European Open, Бельгія            | ATP 250      | Тверде (i) | Себастьян Корда      | 6–3, 6–4                |
| Перемога  | 4–9  | Жов 2022 | Swiss Indoors, Швейцарія          | ATP 500      | Тверде (i) | Гольгер Руне         | 6–3, 7–5                |
| Перемога  | 5–9  | Жов 2023 | Swiss Indoors, Швейцарія (2)      | ATP 500      | Тверде (i) | Губерт Гуркач        | 7–6(7–3), 7–6(7–5)      |
| Поразка   | 5–10 | Тра 2024 | Мастерс Мадрид, Іспанія           | Masters 1000 | Ґрунт      | Андрій Рубльов       | 6–4, 5–7, 5–7           |
| Перемога  | 6–10 | Січ 2025 | Adelaide International, Австралія | ATP 250      | Тверде     | Себастьян Корда      | 6–3, 3–6, 6–1           |
| Перемога  | 7–10 | Січ 2025 | Open Sud de France, Франція       | ATP 250      | Тверде (i) | Александар Ковачевич | 6–2, 6–7(7–9), 7–6(7–2) |
| Поразка   | 7–11 | Лют 2025 | Dubai Tennis Championships, UAE   | ATP 500      | Тверде     | Стефанос Ціціпас     | 3–6, 3–6                |

### Парний розряд: 2 (1 титул, 1 поразка)
| Легенда                |
| ---------------------- |
| Grand Slam (0–0)       |
| ATP Фінали (0–0)       |
| ATP Masters 1000 (1–0) |
| ATP 500 (0–1)          |
| ATP 250 (0–0)          |

| Фінали за покриттям |
| ------------------- |
| Тверде (1–0)        |
| Ґрунт (0–0)         |
| Трава (0–1)         |

| Фінали за умовами |
| ----------------- |
| Під небом (0–1)   |
| У залі (1–0)      |

| Результат | В-П | Дата     | Турнір                 | Tier         | Покриття   | Партнер       | Опоненти                 | Рахунок                    |
| --------- | --- | -------- | ---------------------- | ------------ | ---------- | ------------- | ------------------------ | -------------------------- |
| Перемога  | 1–0 | Лис 2020 | Мастерс Париж, Франція | Masters 1000 | Тверде (i) | Губерт Гуркач | Мате Павич Бруно Соарес  | 6–7(3–7), 7–6(9–7), [10–2] |
| Поразка   | 1–1 | Чер 2021 | Halle Open, Німеччина  | ATP 500      | Трава      | Губерт Гуркач | Кевін Кравіц Горія Текеу | 6–7(4–7), 4–6              |